# Rak jajnika
Rak jajnika – nowotwór złośliwy kobiet występujący głównie w okresie około- i pomenopauzalnym. Wywodzi się z komórek nabłonka pokrywającego jajnik. Często daje objawy dopiero w późnych stadiach.

## Epidemiologia
Zapadalność na raka jajnika wynosi 11,2/100 000. Rocznie w Polsce notuje się ponad 3000 nowych zachorowań. Według danych z 2011 rak jajnika zajmuje drugie miejsce co do częstości występowania wśród nowotworów narządu rodnego (po raku trzonu macicy). Zachorowalność rośnie gwałtownie w 5. dekadzie życia i sukcesywnie wzrasta do 8. dekady. Szczególnie narażone są kobiety w okresie pomenopauzalnym.

## Czynniki ryzyka i czynniki ochronne
Ryzyko wystąpienia raka jajnika zależy od liczby i częstości owulacji w życiu kobiety. Związane z owulacją przerwanie ciągłości nabłonka jajnika oraz drażniący wpływ zawierającego estrogeny płynu pęcherzykowego zwiększają ryzyko wystąpienia raka jajnika.
Czynnikami ryzyka rozwoju raka jajnika są:
- brak ciąż
- niepłodność
- stymulacja owulacji
- hiperestrogenizm
- hiperandrogenizm
- nakłucia powierzchni jajnika przy pobieraniu oocytów
- endometrioza
- przebyta choroba nowotworowa
- stan po radioterapii miednicy mniejszej z powodu innych nowotworów
- mutacje w genach BRCA1 i BRCA2
- zespół Lynch II
- wiek – na ryzyko rozwoju raka jajnika bardziej narażone są starsze kobiety
- otyłość
- nikotynizm
- przebyta świnka
- działanie talku

Do czynników ochronnych zalicza się:
- długotrwałe stosowanie antykoncepcji hormonalnej
- liczne ciąże
- karmienie piersią
- podwiązanie jajowodów

Antykoncepcja hormonalna jest stosowana jako profilaktyka raka jajnika u osób z genetycznymi predyspozycjami do wystąpienia tego nowotworu.

## Objawy kliniczne
Początkowy okres rozwoju nowotworu przebiega bezobjawowo. Ponieważ objawy pojawiają się zwykle, gdy guz przekracza 7 cm, nowotwór jest zwykle wykrywany w późnym stadium. Pacjentki zgłaszają najczęściej:
- ból w podbrzuszu
- zwiększenie obwodu brzucha
- objawy ucisku na narządy sąsiednie (drogi moczowe, układ pokarmowy)
- krwawienia z pochwy

## Klasyfikacja kliniczna
| Stopień | Stopień | Opis |
| ------- | ------- | --- |
| I       | I       | guz ograniczony do jajników                                                                                           |
|         | IA      | guz ograniczony do jednego jajnika brak wodobrzusza                                                                   |
|         | IB      | guzy w obrębie obu jajników brak wodobrzusza                                                                          |
|         | IC      | guzy jak w IA i IB wodobrzusze lub komórki nowotworowe w wymazach z otrzewnej                                         |
| II      | II      | guzy jednego lub obu jajników z zajęciem narządów miednicy mniejszej                                                  |
|         | IIA     | nacieczenie lub przerzuty do macicy lub jajowodów                                                                     |
|         | IIB     | zajęcie innych tkanek miednicy mniejszej                                                                              |
|         | IIC     | guz jak w IIA i IIB wodobrzusze lub komórki nowotworowe w wymazach z otrzewnej                                        |
| III     | III     | guz jednego lub obu jajników przerzuty wewnątrzotrzewnowe poza miednicą mniejszą przerzuty do węzłów pozaotrzewnowych |
| IV      | IV      | guz jednego lub obu jajników przerzuty odległe                                                                        |

## Rozpoznanie
Nie istnieją badania przesiewowe w kierunku raka jajnika (z wyjątkiem postaci dziedzicznych). Badanie ginekologiczne oraz badanie USG pozwala na wykrycie tego nowotworu dopiero w późnych stadiach (kiedy jego średnica przekracza 5 cm). Doskonałym badaniem diagnostycznym w przypadku podejrzenia raka jajnika lub określenia rozległości procesu nowotworowego jest PET-CT.
We krwi często można wykryć podwyższony poziom markerów nowotworowych – CA 125 i CA 19-9.
Kobiety o podwyższonym ryzyku wystąpienia tego nowotworu (wcześniejsze przypadki występowania tego nowotworu w rodzinie) powinny poddać się badaniu genetycznemu na mutacje genów BRCA1 i BRCA2.
Ostateczna diagnoza jest stawiana wyłącznie w badaniu histopatologicznym materiału uzyskanego w czasie zabiegu operacyjnego.

### Histopatologia
Nowotwory nabłonkowe jajnika dzielą się na surowicze, śluzowe, endometroidalne (tzw. torbiele czekoladowe, ze względu na wygląd makroskopowy), jasnokomórkowe, mieszane i niezróżnicowane. Nowotwory jasnokomórkowe są prawie zawsze złośliwe, zaś większość nowotworów surowiczych, śluzowych i endometroidalnych to łagodne gruczolakotorbielaki.

## Leczenie
Podstawową metodą leczenia raka jajnika jest leczenie chirurgiczne. Drugą, równie ważną metodą, jest chemioterapia. Najbardziej skuteczne leki są pochodnymi platyn: cisplatyna oraz karboplatyna, którą stosuje się często w połączeniu z paklitakselem. Badania z 2011 roku wskazują, że skuteczne może być również połączenie karboplatyny z decitabiną, w przypadku kiedy wystąpi lekooporność na karboplatynę.
Leki oparte na platynie są mało skuteczne w leczeniu raka jasnokomórkowego jajnika, który występuje u około 10% chorych na raka jajnika w USA oraz około 20% pacjentek w Azji. Obecnie (maj 2015) nie istnieje skuteczna terapia tego typu raka jajnika. Prowadzone są badania kliniczne nad zastosowaniem inhibitorów enzymu EZH2. Mogą one być skuteczne w leczeniu nowotworów związanych z mutacją w genie ARID1A, a mutacja w tym genie występuje u ponad połowy osób chorych na raka jasnokomórkowego jajnika.
W około 75% przypadków dochodzi do nawrotu raka jajnika. Możliwe jest jednak wielokrotne cofanie się choroby, co pozwala na wieloletnie przeżycie.
Jako leczenie paliatywne stosowana bywa radioterapia.